# Quatre êtres nobles
 (janvier 2021).
Quatre êtres nobles (sanskrit : caturāryapudgala, en pâli IAST catur-ariya-puggala, en chinois : 沙门四果 / 沙門四果, shāmén sìguǒ, les quatre fruits des śrāvakas) est une expression bouddhique du courant theravāda qui désigne les quatre catégories de pratiquants qui sont entrés de façon irréversible sur le chemin de la libération complète à la libération complète des dix entraves qui maintiennent les êtres dans la souffrance et le samsâra. L'adjectif « noble » renvoie ici à une noblesse spirituelle. Ces êtres parcourent, ou ont parcouru, les quatre chemins (sanskrit: mārga, pâli: magga) menant à la libération — et aussi acquis le fruit (sanskrit: phala) — ou réalisation — de ces étapes.
Ces quatre êtres sont appelés, en pâli, Sotāpanna (« celui qui est entré dans le courant »), Sakādāgami (« celui qui ne revient qu'une seule fois »), Anāgāmi (« celui qui ne revient plus dans ce monde »), et Arahant (« celui qui est libéré de toute souillure mentale »). Toutefois, on peut les diviser en huit catégories, dans la mesure où chaque étape se divise en une phase « chemin » (qu'on parcourt pour en acquérir le fruit) et une phase qui résulte de la précédente et qui consiste à se trouver établi dans la réalisation (fruit),.
Dans le courant mahāyāna, ces quatre catégories sont moins importantes puisque l'idéal auquel aspire le pratiquant n'est pas tant d'accéder au nirvāṇa que de pratiquer la voie du bodhisattva dans le but d'aider tous les êtres à se libérer. Quant au chan et au zen, ils visent à l'éveil subit, et ne posent donc pas d'approche gradualiste comme celle des Quatre êtres nobles.
Enfin, dans le jaïnisme, le mot arahant ou arhat désigne un être omniscient qui enseigne la vérité au monde.

## Les quatre êtres nobles
On parle d'êtres nobles (sanskrit: ārya-pudgala) par opposition aux « êtres ordinaires » (sanskrit: pṛthagjana, pali : puthujjana) qui sont pris dans le samsâra parce qu'ils ne connaissent pas les trois caractéristiques de l'existence (impersonnalité : Anātman ; impermanence : Anitya ; insatisfaction : Duḥkha).
Une fois qu'il a franchi la première étape, un être noble est assuré d'atteindre l'Éveil final.

### Les laïcs
Il faut relever que selon les textes anciens, certains laïcs dévots (laïcs qui se sont engagés en prenant les Trois refuges et sont ainsi membres du sangha mais sans être moines ou nonnes) ont parfois été reconnus comme « entrés dans le courant », et même parfois été reconnus comme arhat. Les textes reconnaissent même que les laïcs peuvent atteindre les trois premiers états des êtres nobles, la question du quatrième, le stade de l'arhat restant plus discutée. Mais il y aurait eu, disent les textes du canon pâli, une vingtaine de laïcs qui auraient atteint le nirvâna, sans être devenu des religieux. Toutefois, la vie profane est semée de nombreuses embûches pour qui veut atteindre la libération ultime.

### Sotapanna
Le sotāpanna (pāli), srotāpanna en sanskrit, 入流, rùliú en chinois pour la traduction littérale, signifiant « l'entrée dans le courant », désigne la première catégorie des êtres nobles parmi les auditeurs (śrāvakas) du bouddha. Ceux-ci connaîtront désormais au plus sept vies avant de devenir arhat et ne renaîtront plus dans les plans d'existence inférieurs,.
Celui qui est entré dans le courant est considéré comme ayant réalisé les quatre nobles vérités. Il a éliminé les trois premières des Dix entraves, à savoir la croyance en un moi stable et séparé, le doute stérile ainsi que l'attachement aux rituels et croyances.
Selon le Visuddhimagga[Où ?], il existe un statut moins avancé  (cula sotapanna, « sotapanna mineur »), qui correspond aux méditants vipassana ayant obtenu les deux connaissances suivantes : d'une part le nâma-rûpa pariccheda ñâna : la séparation entre les choses matérielles et la conscience qu'on en a (c'est-à-dire entre nâma, l'esprit, et rûpa, la matière) ; par la pureté de sa vue (ditthi visuddhi), le méditant voit qu'il existe seulement des phénomènes physiques et des phénomènes mentaux, ceci excluant tout « soi » (ego-entité, soi personnel ou ahamkara) ; d'autre part, le paccaya pariggaha ñâna : la connaissance percevant le processus de cause et effet entre les états mentaux et les états physiques (qui se conditionnent entre eux).
Ces « sotapanna mineurs » sont assurés de ne pas renaître dans les mondes inférieurs, mais ils n'ont pas encore franchi le premier stade d’Éveil.

### Sakadagamin
Sakadagamin (pāli)  (一来, yìlái  en chinois pour la traduction littérale) se dit d'une personne noble qui renaîtra encore au plus une fois (dans le monde humain). Le terme désigne la deuxième catégorie des êtres nobles. Ceux-ci ont éliminé les trois premières des Dix Entraves et considérablement affaibli les deux suivantes.

### Anagamin
L'Anāgāmī (pāli), celui qui ne revient plus dans le monde humain, (bùhuán 不还 en chinois pour la traduction littérale), désigne la troisième catégorie des êtres nobles. L'anâgâmi a complètement éliminé les cinq premières des Dix Entraves. Cependant, il ne peut être considéré comme un arhat (éveillé) car il souffre encore de l'ignorance. Il atteindra l'éveil dans le Rūpaloka.

### Arahant
Dans le bouddhisme theravâda, arahant (terme pâli; en sanskrit : arhat, chinois :  阿罗汉 / 阿羅漢, ēluóhàn  ou 阿罗汉 / 羅漢, luóhàn, japonais rakan (羅漢)) désigne le dernier échelon de la sagesse. Celui qui y est parvenu est un arhat. En sanskrit, le terme est le participe présent du verbe arh-, « mériter ». C'est donc proprement un « méritant ». Dans les anciens textes indiens[réf. nécessaire] et dans le bouddhisme theravâda, l'état d'arhat est le but de la pratique bouddhique : l'accession au nirvāṇa, ce qui signifie l'élimination des afflictions et des dix Entraves, la fin des renaissances dans le monde de la souffrance saṃsāra et l'entrée dans l'état « où il ne reste rien à apprendre ».
C'est la quatrième et dernière étape du śrāvaka, le disciple du bouddhisme theravâda. Selon certaines interprétations, il existe une différence entre un arhat et un bouddha en ce que l'arhat a atteint l'Éveil à la suite d'un enseignement, alors qu'un bouddha l'a atteint par lui-même.
Le terme arhat est aussi une des dix épithètes du Bouddha et par conséquent, dans certains textes, il sert à désigner le Bouddha lui-même.

#### Dans le mahâyâna
Dans les textes du bouddhisme mahâyâna, l'idéal de l'arhat est délaissé au profit de celui du bodhisattva considéré comme plus altruiste (il veut sauver tous les êtres sensibles), mais aussi plus accessible pour les laïcs puisque tout être peut atteindre cet état. Le bodhisattva du mahāyāna est en quelque sorte un état intermédiaire, étape sur la voie du parfait éveil. L'arhat hīnayāniste trouve son équivalent au niveau d'avancement dans le bodhisattva de la tradition mahāyāniste.[réf. nécessaire]. Cependant, les pratiquants de ce courant doivent donc, eux, parcourir cinquante-deux étapes pour atteindre l'éveil inégalable, correct et parfait (anuttara-samyak-sambodhi), c'est-à-dire devenir bouddha.
Dans le chan chinois et le zen japonais (courants qui font partie du mahāyāna), le subitisme, c'est-à-dire l'idée d'un éveil obtenu de manière subite, est très présent. Dans ces conditions, il n'y a guère de place pour des stades et un développement graduel vers l'éveil. Mais on convient en général que l'acte subitiste pour cette vie est le résultat de la pratique d'innombrables vies antérieures si bien qu'en fin de compte une certaine approche graduelle reste admise.